# محطة الطاقة الشمسية عين الابل - الجلفة
محطة الطاقة الشمسية بعين الابل هي محطة طاقة كهرضوئية جزائرية تقع في بلدية عين الابل التابعة لولاية الجلفة

## وصف
تقع المحطة على بعد 10 كم عن بلدية عين الابل و35 كم عن مدينة الجلفة، تتربع على مساحة 120 هكتار وتنتج مايفوق 230 ميغاواط ساعي كمتوسط يوميا من الكهرباء باستطاعة 53 ميغاواط.
تحتوي على أكثر من 212 ألف لوح شمسي متوزعة على 4823 مصفوفة و1802 علبة ربط بمستوياتها الثلاثة و106 مموج و53 محول.
ترتبط بشبكة نقل الكهرياء ذات التوتر العالي 60 كيلوفولط عن طريق محطة الرفع التي تحتوي 03 محولات بقدرة 20 ميغافولط أمبير لكل واحد.
توظف 77 عاملا من بينهم 28 موظفا ينتمون إلى الشركة المسؤولة عن المحطة SKTM، والباقي عمال حراسة.

## المحطة الأولى
- الاستطاعة: 20 ميغاواط
- القدرة: 100 ميغاواط ساعي / يومي
- المساحة: 40 هكتار
- بداية المشروع: أوت 2014
- بداية الإنتاج: أفريل 2016
- تكلفة مالية تقارب 4 ملايير دج (28 مليون دولار).

## المحطة الثانية
- الاستطاعة: 33 ميغاواط
- القدرة: 160 ميغاواط ساعي / يومي
- المساحة: 80 هكتار
- بداية المشروع: جانفي 2016
- بداية الإنتاج: أفريل 2017
- تكلفة مالية أولية:7.8 مليار دج.